# Ismael Pedro Viñas
Ismael Pedro Viñas (San Miguel del Monte, 3 de mayo de 1887 - Buenos Aires, 1949), también conocido como Ismael Viñas, fue un abogado, juez letrado y político argentino de militancia radical. Es conocido por haber sido el juez letrado del territorio de Santa Cruz durante las huelgas rurales que ocurrieron entre los años 1920 y 1921, conocidas comúnmente como La Patagonia Trágica o Patagonia Rebelde, que terminaron con entre 1 000 y 1 500 obreros rurales asesinados por el ejército. También fue el padre de los escritores e intelectuales David e Ismael Viñas. 

## Biografía
Era hijo de Antonio José Viñas (español de Benadalid, Málaga) y Dominga Macció (argentina), nació el 3 de mayo de 1887 en la localidad de San Miguel del Monte (provincia de Buenos Aires), donde viviría en distintos momentos de su vida. Era descendiente por parte de su padre de una familia de origen andaluz que había inmigrado a Argentina en la primera treintena del siglo XIX; mientras que por parte de su madre, descendía de un soldado de Garibaldi que lo había acompañado durante el tiempo que éste estuvo en Argentina.

### Primer estadía en Santa Cruz
Fue un importante dirigente radical, sindicado como amigo de Hipólito Yrigoyen, antes de que éste fuera presidente, así como de otros miembros de este partido. Esto determinó su permanencia y adhesión al partido Radical durante toda su vida, a pesar de las persecuciones y encarcelamientos que sufrió y sinsabores producto de su experiencia patagónica.   
En el año 1919 llegó a Santa Cruz para desempeñarse como juez letrado, un cargo que implicaba en la práctica ser la segunda autoridad en el territorio luego del gobernador nombrado por el presidente. Allí intervino en el conflicto entre peones rurales y hacendados de 1921 conocido como Patagonia trágica, que dejó un saldo estimado según Osvaldo Bayer de entre 1000 y 1500 obreros fusilados. Su experiencia en Río Gallegos, como juez letrado enviado por Hipólito Yrigoyen marcó el futuro político y personal de Ismael Viñas.  
En algún momento antes de mudarse a Río Gallegos comenzó una relación con Esther Porter,  una inmigrante judía de Odesa (en ese entonces parte del imperio ruso, actualmente Ucrania), quien, según declaraciones formuladas en varias oportunidades por sus hijos Ismael y David, tenía ideas anarquistas, así como una personalidad rebelde, contrastando con la figura de su padre. La relación sentimental —vivían juntos pero no estaban casados— motivó importantes problemas en la sociedad riogalleguense de la época, siendo posiblemente uno de los motivos de la fuerte rivalidad que surgió entre Ismael Viñas y el entonces gobernador interino Edelmiro Correa Falcón. Posteriormente, ocurrió dentro del territorio de Santa Cruz una serie de conflictos entre el poder judicial -representado por Ismael Viñas- y la gobernación a cargo de Correa Falcón. Estas se originaron por disputas producidas por manejos discrecionales y autoritarios por parte del gobernador y la elite ganadera, que constituían el principal factor económico del territorio y controlaban casi todas las esferas de la vida económica, social y política de Santa Cruz.  
A su vez, Ismael Viñas tuvo algunas acciones en favor de los obreros, como el fallo en defensa de la realización de un acto de la Sociedad Obrera de Río Gallegos en homenaje al pedagogo Francisco Ferrer Guardia. De esta forma, Ismael Viñas rompió con la costumbre impuesta de que todos los funcionarios patagónicos actuaran según los dictados e intereses de la elite ganadera. En este sentido, Viñas iniciará un juicio por defraudación al fisco contra dos de los más poderosos establecimientos ganaderos de la época: The Monte Dinero Sheep Farming Company y The San Julián Sheep Farming Company. Parte de estos conflictos serán mencionados y denunciador por José María Borrero en el libro La Patagonia Trágica, publicado en 1928.  
Estos conflictos derivaron en que Correa Falcón le inició un juicio político, por lo que tuvo que viajar a Buenos Aires para defenderse del mismo. Esto ocurrió desde mayo de 1921 y comienzos de 1922, por lo que no estuvo en el territorio mientras ocurrió la matanza de obreros rurales producida por el ejército argentino al mando del teniente coronel Héctor Benigno Varela.
Su experiencia en la Santa Cruz de la época de las huelgas rurales, sería para su hijo David Viñas, "el hecho más importante en la vida de mi padre". En parte, porque quedó expuesto a los manejos políticos a un nivel que él, ferviente radical, ya no podía manejar. Esto queda patente cuando, según David Viñas, su padre le cuenta a Yrigoyen lo sucedido en Santa Cruz, y la necesidad de procesar a los militares, el presidente le responde: "Pero se trata del Ejército Argentino", clausurando cualquier tentativa en este sentido.

### Segunda estadía en Santa Cruz
Ismael Viñas regresó a Río Gallegos en abril de 1922 e inmediatamente se dio a la tarea de tomar declaración a los huelguistas que habían sido tomados prisioneros y que se encontraban alojados en la cárcel de Río Gallegos. Luego de analizar los casos, liberó a todos los prisioneros en el mes de abril.
Posteriormente se quedó en Río Gallegos ejerciendo la abogacía, pero ya no como juez letrado, durante varios años. El 22 de mayo de 1925 nació su primer hijo, Ismael Aarón Viñas. Poco antes, se había casado con Esther Porter, así no nacía como hijo natural sino como legítimo.

### En Buenos Aires y Mendoza
En 1926 la familia se traslada a Buenos Aires, instalándose en el barrio de La Paternal. Allí nace el 28 de julio de 1927 su segundo hijo, David Viñas. El fallecimiento de su madre Dominga Macció, permite que herede una chacra en San Miguel del Monte, constituyendo ésta el segundo hogar de la familia y lugar de retiro en los veranos.   
En 1928 es nombrado interventor en la provincia de Mendoza, donde ejerció como director general de Escuelas, un cargo que equivalía al ministro de Educación de la provincia. Allí se rodeó también de varios dirigentes radicales de dicha provincia. Durante estos años, también participó de varias giras políticas por el norte del país, como Jujuy, Chaco y Formosa. Sin embargo, con el golpe de Estado de Uriburu tuvo que abandonar su cargo y regresó a Buenos Aires.

### Nuevamente en Buenos Aires y mudanza a San Miguel del Monte
De regreso de Mendoza, la familia Viñas permaneció un tiempo en Buenos Aires, donde Ismael sufrió el acoso del régimen militar instaurado en 1930, e incluso le allanaron su estudio en varias oportunidades. Ante esto, mandó a su esposa e hijos a San Miguel del Monte, viajando cada tanto a visitar a su familia. En un momento fue detenido en Buenos Aires por ser dirigente de la Unión Cívica Radical, y cuando fue liberado se quedó a vivir en la localidad del interior bonaerense.
Al poco tiempo, en 1932, falleció su esposa Esther Porter. En este momento, sus hijos Ismael y David eran pequeños, lo que significó un fuerte golpe para los hermanos Viñas. Por su parte, Ismael (padre) volvió a sufrir en algunas oportunidades el encarcelamiento por su pertenencia al partido Radical. En su chacra de San Miguel del Monte recibió a diferentes personalidades de la historia política del país de la época, conocidos suyos, como Nerio Rojas (hermano de Ricardo Rojas), Alfredo Palacios, Julián Sancerní Jiménez, Emir Mercader, Alfredo Roque Vítolo, entre otros. 

Durante estos años, en la década de 1930, el poeta Alfredo Bufano, le dedica unos versos que fueron recordados años más tarde por su hijo Ismael: 
Canto a Viñas y a su cara
mezcla de Alonso Quijano,
de Ruy Díaz y de Mañara.
Canto también a su rara
benvenutesca figura,
a su española apostura
y tumultuoso ademán,
y a la sonrisa de pan
que brilla en su barba oscura.

### Últimos años en Buenos Aires
Hacia fines de la década de 1930 o comienzos de 1940 se volvió a casar, esta vez con Elvira Fallico. conocida como Petty. Luego se mudaron, junto con Ismael y David, nuevamente a Buenos Aires. La nueva pareja no tuvo hijos.
Ismael Viñas falleció en Buenos Aires en 1949, a la edad de 62 años.

## En la literatura
En el primer libro editado por David Viñas, Los dueños de la tierra, publicado en 1958, se relatan los sucesos de la Patagonia Rebelde, a través de la historia del mediador enviado por el Gobierno radical para solucionar el conflicto de manera pacífica antes de la intervención del ejército. En esta obra, varios personajes están claramente basados en personas reales. Por ejemplo, el protagonista, Vicente Vera —representa a Ismael Viñas—, quien es un abogado radical enviado por el Viejo —en referencia a Hipólito Yrigoyen— para resolver el conflicto que acontece en Santa Cruz. Allí conoce a Yuda Singer, una joven anarquista rusa, que es una imagen especular de su esposa —y madre de David Viñas—, Esther Porter, así como alter ego del propio David Viñas. Por su parte Varela es referenciado como el Comandante Baralt, mientras que el estanciero Brun está inspirado en Mauricio Braun.